# Никандр Халкедонский
Никандр (др.-греч. Νίκανδρος) — историк II века до н. э.

## Биография
Об историке Никандре и его работах «Злоключения Прусия» и «Перипетии» известно только из двух сообщений в «Пирующих мудрецах» Афинея. Как отметил О. Л. Габелко, от работ Никандра, как и других авторов, затрагивавших историю Вифинского царства, сохранились только «малоинформативные, хотя порой и весьма любопытные» отрывки, которые использовались жившими позднее писателями. Они связаны с описанием жизни вифинских владык и их приближённых. По мнению Габелко, сочинения Никандра представляли, «судя по всему сборник анекдотов». Так Никандр охарактеризовал Прусия (видимо, правившего приблизительно в 182—149 годы до н. э. Прусия II) как изнеженного. Также Никандр приводил историю с петухом, принадлежавшим виночерпию царя Никомеда Секунду. По мнению Ф. Якоби, здесь имеется в виду Никомед II Эпифан (149 — около 129 годы до н. э.), но Габелко посчитал, что речь идёт о Никомеде III Эвергете (около 129 — около 95 годы до н. э.) и отнёс время пребывания самого Никандра при царском дворе к рубежу II—I веков до н. э. По предположению Габелко, видимо, именно сочинения Никандра были положены в основу работ других авторов, ранее друг с другом мало связанных: Плиния, Аппиана и Суды.